# Rumex angustifolius
Rumex angustifolius är en slideväxtart. Rumex angustifolius ingår i släktet skräppor, och familjen slideväxter. Utöver nominatformen finns också underarten R. a. angustifolius.